# Kosmogonie
Een kosmogonie (Grieks: kosmo-, wereld en gon-, verwekken) is een verklarend model voor de vorming en ontwikkeling van het universum. Het scheppingsverhaal uit Genesis is een kosmogonie en er zijn er vele andere, zowel wetenschappelijke als mythologische. In de astrofysica is het een tak die zich bezighoudt met de studie van het ontstaan en de structuur van het heelal in zijn geheel, in tegenstelling tot  de astronomie die zich bezighoudt met het bestuderen van bepaalde hemellichamen.
De kosmogonie bestudeert het ontstaan van het universum zelf, zowel op microscopische (kwantum-kosmologisch) als op macroscopische (relativistische) schaal, in het begin der tijden (meestal aangeduid door t = 0). Dit in tegenstelling met de kosmologie die het universum gedurende heel zijn bestaan beschouwt. Sommige kosmogonische theorieën botsen op de drie klassieke paradoxen:
1. een principe van oorzakelijkheid (vergelijk met het 13e-eeuwse bewijs van het bestaan van God van Thomas van Aquino)
2. behoudswetten (de onmogelijkheid iets uit niets te creëren)
3. de kwesties van tijdsverloop (zie ook Zeno's paradoxen) en logisch verloop

Er zijn ook tijdcyclische kosmogonieën waar geen plaats is voor deze paradoxen. Een nieuwe kosmos ontstaat uit de zaden van de daarvoor bestaande kosmos die ten onder is gegaan, analoog aan leven en sterven, de seizoenen en sterren die worden geboren en sterven. Dit wordt in het hindoeïsme voorgesteld door de werking van Shiva die al het bestaande vernietigt en tot nieuw leven brengt: de dansende Shiva in het rad van wedergeboorte. Ook worden de elkaar opvolgende kosmogonieën voorgesteld als uitademingen van Brahma. 

## Oude kosmogonieën
Ook onze oudste voorvaderen geven vaak blijk van een goede kennis van de opbouw van het universum en de verschillende fasen daarin. Het is niet altijd duidelijk waar zij al deze kennis vandaan hadden. Ook blijkt deze nog al eens in de lange tijdspannen te fluctueren en vermengd te zijn geraakt met minder relevante beschouwingen, die de nadruk eerder op de beeldspraak dan op de inhoud en betekenis leggen. Maar de meeste kosmogonieën bevatten een oude kern van kennis die ook in onze moderne beschouwingen aanwezig is.

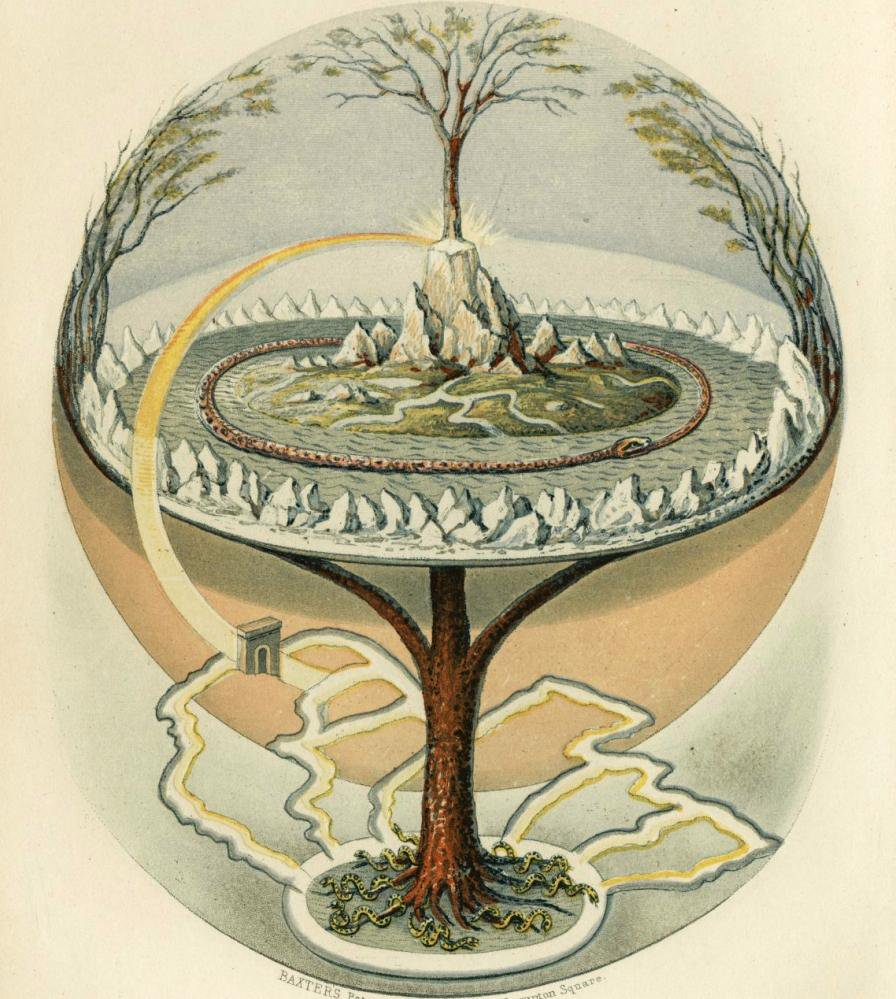
Deze illustratie toont een 19e-eeuwse poging om de kosmogonie te visualiseren die in de Prosa Edda is beschreven

Veel verwarring is ontstaan doordat begrippen mettertijd andere inhouden kregen. Zo werd bijvoorbeeld het begrip wereld nogal eens verkleind tot en geïdentificeerd met aarde en vice versa, waardoor heel wat begrippen uit hun oorspronkelijk verband raakten. In vele Indo-Europese mythologieën is sprake van een origineel niets (vacuüm) dat vervolgens als een oeroceaan of oerzee wordt voorgesteld, waarin zich golven of trillingen voordoen die via opeenvolgende stadia leiden tot opeenvolgende werelden. Deze werelden of kosmische stadia overlappen vaak elkaar en bestaan deels simultaan. 
De krachten die in dat geheel aan het werk zijn worden daarna benoemd, evenals hun verhoudingen en interacties. Maar na lange tijd raken de betekenissen van die namen vergeten en blijven ten slotte enkel nog symbolische gepersonaliseerde godheden over die ermee worden geassocieerd en die verder evolueren met de geschiedenis. Opvallend in dat verband is dat in de Europese oudheid, evenals de oude Indiase filosofie, aanvankelijk het onzijdige geslacht werd gebruikt voor de aanduiding van grote godheden. Pas na de kerstening gebruiken de Noordse volkeren een woord voor god dat mannelijk is en dan nog alleen voor de christelijke God. Voor het eigen pantheon blijft een woord voor god dienen dat onzijdig is.
Evenzo ging het in India over het onzijdige brahman als oeressentie of oersubstantie waarmee en waarin en waardoor alles in een nooit begonnen en nooit eindigende altijd bestaande cyclus vorm aanneemt en daarna weer vorm verliest: perioden van Kalpa, Yuga, Mavantara, Pralaya.
Door meerdere mythologieën zoals de Noordse en de Griekse en Tibetaanse worden entiteiten benoemd als voorafgaand aan de hedendaagse wereld, met het woord titanen of reuzen, mythische slangen of draken, om de nadruk te leggen op de gigantische omvang van de krachten en vormingsprocessen die aan het begin van het heelal (de wereld) plaatsvinden. Anderzijds is er ook sprake van een wereld van dwergen die in staat zijn de dingen vorm te geven door ze aan elkaar te smeden in de microkosmos, daar waar bijvoorbeeld een god Thor reusachtige misbaksels in de macrokosmos met zijn mythische hamer weer uiteenslaat. 
De originele begrippen zijn in onze tijd tot folklore en kindersprookjes verwaterd. Toch spreekt nog steeds de dieper betekenis tot de mens vanwege de archetypische boodschap die eraan ten grondslag ligt. In deze huidige tijd is de film een veel beter medium om de originele oude kosmogonische boodschap door te geven. Zo worden de verhalen uit de eeuwenoude Mahabharata in Bollywood nog steeds veel verfilmd. Maar ook totaal nieuwe, vooral sciencefictionfilms zijn duidelijk kosmogenetisch. Dat is vast te stellen wanneer personages met goddelijke eigenschappen nieuwe levensvormen doen ontstaan. Vanwege het archaïsch taalgebruik kunnen de oude mythen méér invocatief zijn. Maar de mythische verhalen verhullen zelfs in de vorm waarin ze tot ons komen heel wat kennis en wijsheid. Zie voor de achtergrond daarvan bij Mythe.

## Moderne theorieën
De moderne wetenschappen zijn er nog niet in geslaagd ze op te lossen. Zo kan het inzicht van de quasi-klassieke algemene relativiteitstheorie en de moderne kwantummechanica, snaar- en M-theorie toepassen in gedachte-experimenten op deze drie kosmogonische paradoxen. De resulterende inconsistenties kunnen best in staat zijn het menselijke verstand te verwarren als wordt geprobeerd om de beginsituatie van het heelal te begrijpen. Niettemin kunnen de drie paradoxen rationeel worden geanalyseerd op basis van subatomische toepassing van de kwantumkosmologie – in het bijzonder door het gebruik van de Schrödinger-golfvergelijking.

### Algemene relativiteitstheorie
De algemene relativiteitstheorie zegt dat de tijd moet beginnen in een singulariteit. Ze kan echter niets zeggen over wat er in die singulariteit gebeurt. Hiervoor moeten andere theorieën te hulp worden geroepen.

### Kwantummechanica
De statistische natuur van de kwantumkosmologie echter laat een wetenschappelijke en rationele benadering toe voor elke paradox. Dit kan nog een stap verdergaan door de kwantummechanische vaagheid te gebruiken om de situatie te beschrijven (door de toepassing van Wheeler-DeWitt van subatomische positie- en impulsvergelijkingen in functie van de straal van het universum en de expansie). Hiermee worden onberekenbare zaken zoals randvoorwaarden vermeden (zoals werden omzeild bij de Hawking-Hartle-golfvergelijk). Hier ziet men ook de compatibiliteit met supersnaar-, M- en braantheorieën.